# Пајн Вали (Калифорнија)
Пајн Вали (енгл. Pine Valley) насељено је место без административног статуса у америчкој савезној држави Калифорнија.

## Демографија
По попису из 2010. године број становника је 1.510, што је 9 (0,6%) становника више него 2000. године.
| Група             | 2000.         | 2010.         |
| Белци             | 1.360 (90,6%) | 1.291 (85,5%) |
| Афроамериканци    | 0 (0,0%)      | 6 (0,4%)      |
| Азијати           | 8 (0,5%)      | 16 (1,1%)     |
| Хиспаноамериканци | 107 (7,1%)    | 154 (10,2%)   |
| Укупно            | 1.501         | 1.510         |